# Padbury, Buckinghamshire
Padbury är en ort och civil parish i Storbritannien.   Den ligger i kommunen Buckinghamshire och riksdelen England, i den södra delen av landet, 80 km nordväst om huvudstaden London. Padbury ligger 109 meter över havet och antalet invånare är 810.
Terrängen runt Padbury är platt. Runt Padbury är det ganska tätbefolkat, med 192 invånare per kvadratkilometer. Närmaste större samhälle är Milton Keynes, 15,6 km nordost om Padbury. Trakten runt Padbury består till största delen av jordbruksmark.